# 大久町小久
大久町小久（おおひさまち こひさ）は、福島県いわき市の大字である。郵便番号は979-0337。

## 地理
いわき市北東部の大久地区に属する。北で大久町大久、北東から東にかけ久之浜町久之浜、南東で久之浜町田之網、南で四倉町、大久町小山田、南西で四倉町白岩、西で四倉町玉山とそれぞれ隣接する。また、北東部で久之浜町久之浜より分離新設された久之浜町西と道路一本分の幅を隔て近接している。概ね町村制施行以前の楢葉郡小久村の流れを汲む地域である。二級水系大久川水系小久川流域を主な範囲とする。多くを山林が占め、小久川中下流沿いの平地に水田が広がり、山裾や河岸段丘の上側を中心に集落が広がる。内郷御厩町に所在するいわき中央警察署及び四倉町に所在する平消防署四倉分署がそれぞれ管轄にあたる。

### 主な字
字
- 成沢
- 極楽沢
- 山之神
- 山口
- 空代内

- 菖蒲作
- 堤田
- 小屋下
- 火之口
- 滝ノ沢

- 大場
- 町田前
- 田仲
- 連郷
- 仲川

- 研内
- 猿田
- 狸作
- 柳沢
- 下蔵内

### 河川
二級水系大久川水系
- 小久川
  - 柳沢川
  - 小山田川

## 歴史
- 1879年1月27日 - 多古藩領小久村が福島県内における郡区町村制の施行により楢葉郡の村となる[4]。
- 1889年4月1日 - 町村制の施行により小久村が大久村、小山田村と合併し楢葉郡大久村が発足する。旧小久村域は大久村の大字となる。[4]。
- 1896年4月1日 - 郡の廃置分合により楢葉郡が、標葉郡と合併し、新たに双葉郡が発足し、双葉郡大久村となる[4]。
- 1966年10月1日 - 大久村が平市・磐城市・常磐市・勿来市・内郷市、石城郡遠野町・四倉町・小川町・三和村・田人村・好間村、川前村、双葉郡久之浜村と合併しいわき市となり、いわき市大久地区の大字となる[4]。

## 世帯数と人口
2023年10月31日現在の世帯数と人口は以下の通りである。
| 大字       | 世帯数  | 人口  |
| ---------- | ------- | ----- |
| 大久町小久 | 146世帯 | 344人 |

## 小・中学校の学区
市立小・中学校に通う場合、学区は以下の通りとなる。
| 番地 | 小学校                     | 中学校                 |
| ---- | -------------------------- | ---------------------- |
| 全域 | いわき市立久之浜第一小学校 | いわき市立久之浜中学校 |

## 交通

### 道路
- 常磐自動車道
  - 小久川橋
- 国道6号久之浜バイパス
- 福島県道35号いわき浪江線
- 福島県道245号白岩久之浜線

## 施設
- 小久集会所
- 宝林寺
- 常光寺
- 熊野神社